# 姜村古墓
姜村古墓，位于山东省济宁市曲阜市小雪镇姜家村，是中华人民共和国山东省文物保护单位之一。
1977年12月23日，授予山东省文物保护单位，是一座古墓葬。2008年，该墓多次被盗，出金缕玉衣、漆器、金器等文物。